# 금강혈인 (1978년 영화)
《금강혈인》(한국 한자: 金剛血印, 拳精: Spiritual Kung Fu)은 홍콩, 태국에서 제작된 나유 감독의 1978년 액션 영화이다. 이해룡 등이 주연으로 출연하였고 강대진 등이 제작에 참여하였다.

## 출연

### 주연
- 이해룡
- 성룡
- 이동춘
- 이문태

### 조연
- 전준

## 기타
- 조명: 허목왕
- 녹음: 김성찬
- 미술: 추지량